# International Association of Labour History Institutions
Die International Association of Labour History Institutions (IALHI) ist ein internationaler Dachverband von Archiven, Bibliotheken und Museen mit dem Sammelschwerpunkt Arbeiterbewegung und soziale Bewegungen.
Die IALHI wurde 1970 auf Anregung des Archives der britischen Labour Party gegründet. Deutsche Gründungsmitglieder waren der Deutsche Gewerkschaftsbund und die Friedrich-Ebert-Stiftung. Auch das Schweizerische Sozialarchiv zählte zu den Gründungsmitgliedern.
Es gibt ca. 80 Mitglieder. Der Vorsitz („Secretary“) wechselt in einem dreijährlichen Turnus. Dem Secretary steht ein internationaler Vorstand („Co-ordination committee“) zur Seite. Die Geschäftsstelle ist am Internationalen Institut für Sozialgeschichte in Amsterdam beheimatet.
Jährlich findet eine Konferenz statt, die in Tagungsbänden dokumentiert wird. Aufgabe des internationalen Verbandes ist die Hilfe für kleinere Einrichtungen in Entwicklungsländern und die Realisierung konventioneller und digitaler kooperativer Erschließungsprojekte und Dokumentationen. Die IALHI betreibt einen Alert-Dienst für Zeitschriftenartikel. Im Auftrag der Europäischen Kommission baut die IALHI ein "Best Practice"-Netzwerk auf, um Digitalisate und Metadaten in die Europeana zu integrieren.